# Bảo tàng Lịch sử của Phong trào Nhân dân Ba Lan
Bảo tàng Lịch sử của Phong trào Nhân dân Ba Lan (tiếng Ba Lan: Muzeum Historii Polskiego Ruchu Ludowego) là một bảo tàng tọa lạc tại số 204 Đại lộ Wilanowska, Warsaw, Ba Lan. Phương châm hoạt động của Bảo tàng là thu thập các hiện vật và kỷ vật có liên quan đến lịch sử của nông dân Ba Lan và phong trào nhân dân Ba Lan, bao gồm hoạt động của các đảng nông dân, các hiệp hội văn hóa và giáo dục nông thôn.

## Lịch sử
Bảo tàng Lịch sử của Phong trào Nhân dân Ba Lan được thành lập vào ngày 8 tháng 3 năm 1984. Trụ sở của Bảo tàng là một biệt thự có tên là Quán rượu vàng do kiến trúc sư Franciszek Maria Lanci thiết kế, được xây dựng trong hai năm 1852 và 1853.

## Triển lãm
Bộ sưu tập của Bảo tàng Lịch sử của Phong trào Nhân dân Ba Lan hiện đang bao gồm các triển lãm sau:
- những hiện vật và kỷ vật có liên quan đến cuộc đời của Izydor Mermona, Stefan Pawłowski, Stanisław Osiecki, Tadeusz Chciuk-Celt và Stanisław Mikołajczyk
- các bức thư của Wincenty Witos
- tài liệu liên quan đến hoạt động của Đảng Nhân dân Ba Lan lưu vong
- tác phẩm hội họa và điêu khắc của các nghệ sĩ nông thôn không chuyên

Trong khu vườn xung quanh Bảo tàng trưng bày các tác phẩm điêu khắc về các nhà hoạt động của phong trào nông dân.